# Liste der Naturdenkmale in Rietheim-Weilheim
| Naturdenkmale | Anzahl |
| ------------- | ------ |
| FND           | 0      |
| END           | 10     |
| Gesamt        | 10     |

Die Liste der Naturdenkmale in Rietheim-Weilheim nennt die verordneten Naturdenkmale (ND) der im baden-württembergischen Landkreis Tuttlingen liegenden Gemeinde Rietheim-Weilheim. In Rietheim-Weilheim gibt es insgesamt zehn als Naturdenkmal geschützte Objekte, keines ist ein flächenhaftes Naturdenkmal (FND), alle sind Einzelgebilde-Naturdenkmale (END).
Stand: 1. November 2016.

## Einzelgebilde (END)
| Name                        | Bild | Kennung     | Einzelheiten      | Position | Fläche Hektar | Datum         |
| --------------------------- | ---- | ----------- | ----------------- | -------- | ------------- | ------------- |
| Akazie hinter dem Pfarrhaus | BW   | 83270560004 | Rietheim-Weilheim | ⊙        | 0,0           | 24. Aug. 1992 |
| Baumallee                   | BW   | 83270560007 | Rietheim-Weilheim | ⊙        | 0,0           | 24. Aug. 1992 |
| Bettelmannskeller           |      | 83270560011 | Rietheim-Weilheim | ⊙        | 0,0           | 24. Aug. 1992 |
| Eibe                        | BW   | 83270560009 | Rietheim-Weilheim | ⊙        | 0,0           | 24. Aug. 1992 |
| Linde auf dem Rußberg       | BW   | 83270560005 | Rietheim-Weilheim | ⊙        | 0,0           | 24. Aug. 1992 |
| Linde beim Cafe Charlotte   | BW   | 83270560010 | Rietheim-Weilheim | ⊙        | 0,0           | 21. Juni 1993 |
| Linde im Einfang            |      | 83270560008 | Rietheim-Weilheim | ⊙        | 0,0           | 24. Aug. 1992 |
| Linde6 bei der Schule       |      | 83270560006 | Rietheim-Weilheim | ⊙        | 0,0           | 24. Aug. 1992 |
| 3 Linden bei der Kapelle    | BW   | 83270560003 | Rietheim-Weilheim | ⊙        | 0,0           | 24. Aug. 1992 |
| 3 Linden bei der Kirche     |      | 83270560002 | Rietheim-Weilheim | ⊙        | 0,0           | 24. Aug. 1992 |
| Legende für Naturdenkmal    |      |             |                   |          |               |               |